# Umor Jane McCrea
Jane McCrea (Včasih zapisano kot McCrae ali MacCrae) (ok. 1752 – 27. julij 1777) je bila Američanka, ki jo je ubil ameriški bojevnik, ki je služil ob boku ekspedicije pod poveljstvom Johna Burgoyna med ameriško revolucionarno vojno. Zaročena z Davidom Jonesom, častnikom lojalistov, ki je služil pod Burgoynom, je njena smrt povzročila široko ogorčenje v trinajstih kolonijah in so jo ameriški patrioti uporabili kot del svoje protibritanske propagandne kampanje.
McCrea se je rodila v Bedminsterju v New Jerseyju in se preselila v Saratogo v New Yorku, kjer se je zaročila z Jonesom. Ko je izbruhnila revolucionarna vojna, je Jonesova pobegnila v Quebec, medtem ko sta si McCreajeva brata razdelila zvestobo med Britance in domoljube. Med kampanjo pri Saratogi leta 1777 je McCreaova zapustila bratov dom, da bi se pridružila Jonesu, ki je bila nameščen v Fort Ticonderogi. Medtem, ko je bivala v Fort Edward (mesto), New York, je bila McCreaova ugrabljena, ubita in skalpirana s strani skupine ameriških staroselcev.
Ko je Burgoyne izvedela za incident, je poskušala kaznovati krivca, vendar so ga od tega odvrnili zaradi bojazni izgube podpore Indijancev. O njeni smrti so široko poročali po vseh trinajstih kolonijah; zgodovinarji in novinarji so incident pogosto olepševali. Umor McCreeove je prav tako navdihnil ameriški odpor proti Britancem, kar je prispevalo k neuspehu kampanje pri Saratogi. McCrejino življenje in smrt sta sčasoma postala del ameriške folklore, o njej pa so pisali pantomime, pesmi, ljudske pesmi in romane. Njeno truplo so po njeni smrti večkrat izkopali.